# Воен Джонс
Сер Воен Фредерік Рендал Джонс (англ. Sir Vaughan Jones; 31 грудня 1952 — 8 вересня 2020) — кавалер ордену «За заслуги» (Нова Зеландія), член Королівського товариства, Королівського товариства Нової Зеландії; новозеландський математик, відомий своїми роботами з алгебри фон Неймана, многочленів вузла і конформної теорії поля. Був нагороджений премією Філдса в 1990 році, на церемонії нагородження він з гордістю вдягнув футболку Збірної Нової Зеландії з регбі. Джонс — професор в Університет Каліфорнії (Берклі) і почесний професор Університету Окленда.

## Біографія
Джонс народився в Гісборні, Нова Зеландія і виріс в Кембриджі, Нова Зеландія, середню освіту здобув в Оклендській початковій школі. Ступінь бакалавра здобув в університеті Окленда в 1972 році і ступінь магістра в 1973 році. Для навчання в аспірантурі, вирушив до Швейцарії, де захистив кандидатську дисертацію в Женевському університеті в 1979 році. Його дисертаційна робота під назвою Дія обмежених груп на гіперобмежений II1 множник (англ. Actions of finite groups on the hyperfinite II1 factor), була написана під керівництвом Андре Хефлігером. У 1980 році переїхав до США, де викладав в Каліфорнійському університеті, Лос-Анджелес (1980—1981) і Пенсільванському університеті (1981—1985), після чого був призначений професором математики Університету Каліфорнії, Берклі.
Його несподівана робота з многочленами вузла (відкриття многочлена Джонса) мала свої витоки з алгебри фон Неймана, області аналізу вже достатньо розробленою Аленом Конном. Ця робота призвела до розв'язання ряду класичних проблем теорії вузлів, а також підвищила інтерес до низькорозмірної топології.
Він був нагороджений новозеландським орденом «За заслуги» у 2002 році (в серпні 2009 році одержав звання лицаря). Він був нагороджений медаллю Резерфорда Королівським товариством Нової Зеландії в 1991 році, і премією Філдса в 1990 році.